# Грембах
Грембах (њем. Grömbach) општина је у њемачкој савезној држави Баден-Виртемберг. Једно је од 16 општинских средишта округа Фројденштат. Према процјени из 2010. у општини је живјело 696 становника. Посједује регионалну шифру (AGS) 8237032.

## Географски и демографски подаци
Грембах се налази у савезној држави Баден-Виртемберг у округу Фројденштат. Општина се налази на надморској висини од 634 метра. Површина општине износи 12,2 km². У самом мјесту је, према процјени из 2010. године, живјело 696 становника. Просјечна густина становништва износи 57 становника/km².